# Giovanni Sio
Giovanni-Guy Yann Sio (Saint-Sébastien-sur-Loire, 31 de março de 1989) é um futebolista francês naturalizado marfinense que atua como atacante do Montpellier.

## Carreira
Foi revelado pelo Nantes, onde chegou em 1998 para jogar nas categorias de base, onde permaneceu por nove anos. Foi promovido ao elenco principal em 2006, chegando a ser escalado entre os reservas na partida contra o Lyon, mas não chegou a disputar uma partida oficial pelos "Canários", até ser contratado pela Real Sociedad em 2007, para jogar no time B (37 jogos). Promovido ao elenco principal em 2009, realizou apenas dois jogos.
Em 2009, assinou com o FC Sion, que também o rebaixou ao elenco reserva. Por lá, Sio disputou 22 partidas e marcou 21 gols. Alçado ao time principal no ano seguinte, atuou em 48 partidas e marcou 17 gols. Contratado pelo Wolfsburg em janeiro de 2012, teve uma curta passagem: o atacante disputou dez jogos. Foi emprestado para Augsburg (seis jogos) e Sochaux (13 partidas, quatro gols) antes de voltar ao futebol suíço para defender o Basel, seu atual clube.

## Seleção
Durante sua passagem pelo Nantes, Sio era convocado frequentemente para as seleções de base da França entre 2002 e 2007; pela categoria sub-16, jogou 14 partidas, atuou em nove jogos pela categoria sub-17, e realizaria 15 partidas pelo time sub-18 dos Bleus, marcando um gol.
Sem chance de ser convocado para a seleção principal, o atacante escolheu defender a Costa do Marfim em 2010, inicialmente para jogar o Torneio de Toulon.
Incluído na lista de Sabri Lamouchi para a Copa de 2014, Sio disputou apenas o jogo entre Costa do Marfim e Grécia, tendo inclusive cometido o pênalti que causou a eliminação dos "Elefantes" da competição.
Com a camisa marfinense, o atacante realizou oito partidas, não marcando nenhum gol. representou o elenco da Seleção Marfinense de Futebol no Campeonato Africano das Nações de 2017.